# Angels & Agony
Angels & Agony ist eine niederländische Future-Pop-Band. Die Band ist bei dem deutschen Elektrolabel Out of Line unter Vertrag.

## Bandgeschichte
Angels & Agony wurde im Herbst 1995 als Nachfolgeband von Ode gegründet. Zu jener Zeit arbeitete Reinier Kahle an einer Graphic Novel mit Kurzgeschichten namens Angels & Agony, die er im Anschluss als Name für sein Musikprojekt wählte. Das Begriffspaar steht als Gegensatzpaar, das jedoch jeder in seinem Leben erlebt.
Die Besetzung besteht seit 1995 Sänger Reinier Kahle, dem Gitarristen Erik Wierenga, DJ Marco van Belle am Synthesizer und Fried Bruggink als Toningenieur und Schlagzeuger gegründet. Ursprünglich war Krieno Zandiga als Sänger dabei, doch dieser verließ die Band nach dem Demo Rigolith.
Die Band unterschrieb später beim deutschen Independent-Label Out of Line und veröffentlichte dort die vier Alben Eternity (2001), Avatar (2004), Unison (2007) und Monument (2015). Die Band spielte unter anderem auf dem Wave-Gotik-Treffen, dem Amphi Festival und dem M’era Luna Festival.

## Musikstil
Die Band spielt Future Pop mit überwiegend positiven Texten, die von menschlichen Emotionen handeln, wobei es auch um verletzte Gefühle und Trauer geht. Die Band kollaboriert auch mit anderen Bands der schwarzen Szene, insbesondere mit Girls Under Glass und VNV Nation.

## Diskographie

### Alben
- 2001: Eternity (Out of Line)
- 2004: Avatar (Out of Line)
- 2007: Unison (Out of Line)
- 2015: Monument (Out of Line)

### EPs
- 2002: Forever (Out of Line)
- 2003: Salvation (Out of Line)

### Singles
- 1999: Unity (Aragon Records)
- 2001: Darkness (Out of Line)
- 2002: Forever (Out of Line)
- 2006: Forward (Out of Line)

### Demos
- 1996: Eternal Pain
- 1997: Rigolith